# Салохеймо, Вейо Аксель
Вейо Аксель Салохеймо (фин. Veijo Aksel Saloheimo) (6 августа 1924, Тохмаярви — 29 декабря 2020, Йоэнсуу) — финский историк, профессор (1983), один из ведущих исследователей истории Карелии и Ингерманландии.

## Биография
Род Салохеймо ведёт начало от викария Густава Бернера (Gustaf Berner), умершего в 1716 году. Его потомки служили священниками в приходах Восточной Финляндии. В начале XX века фамилия Бернер была изменена на финский манер — Салохеймо. Вейо Салохеймо родился в 1924 году в общине Тохмаярви на юго-востоке Финляндии, в провинции Северная Карелия. Его отец Лаури Салохеймо был руководителем Карельской сельскохозяйственной исследовательской станции.
В 1942 году Вейо Салохеймо окончил среднюю школу в Йоэнсуу, после чего записался добровольцем в финскую армию, участвовал в боевых действиях, был ранен в конце войны.
После войны поступил в Университет Хельсинки и окончил его со степенью магистра. После завершения учёбы вернулся в Йоэнсуу, где в конце 1960-х годов работал учителем истории и финского языка в местной средней школе. Он преподавал историю и финский язык в Пюхяселькя, Йоутсено и Йоэнсуу.
В 1970 году Салохеймо получил должность научного сотрудника в Карельском институте, учреждённом в составе Университета Йоэнсуу, где занимался краеведческими исследованиями и работал над диссертацией по истории Карелии.
В 1971 году защитил докторскую диссертацию о формах поселений Северной Карелии, которая получила самые высокие оценки. Её темой явились проблемы расселения и движения населения в Северной Карелии в XVII веке. С 1973 года Салохеймо был доцентом истории Финляндии в Университете Йоэнсуу. Старший исследователь гуманитарного отдела Карельского исследовательского института Вейо Салохеймо стал одним из основателей направления «восточных исследований».
В 1983 году Вейо Салохеймо было присвоено звание профессора. Главными трудами Вейо Салохеймо за его почти двадцатилетнюю карьеру в Карельском институте явились три тома по истории Северной Карелии XVII—XVIII веков (Pohjois-Karjalan asutusmuodot 1600-luvulla (1971), Pohjois-Karjalan historia II: 1617—1721 (1976), Pohjois-Karjalan historia III: 1722—1809 (1980)) и ещё один том по истории провинции Саво XVII века (Savon historia: Savo suurvallan valjaissa 1617—1721 (1990)). Большинство его многочисленных исторических исследований были посвящены родной провинции. Среди них книги, посвящённые истории поселений: Нурмес (Nurmeksen historia, 1953), Пиелисьярви (Pielisjärven historia I, 1954), Тохмаярви (Tohmajärven historia I, 1956), Рауталампи (Rautalammin historia, 1959), Пялькъярви (Pälkjärven historia, 1963).
Работа над диссертацией, подготовка книг и статей по локальной и региональной истории сделали Вейо Салохеймо ведущим специалистом по карельским документальным источникам XVI—XVII веков. В связи с этим именно ему было предложено стать научным редактором финляндской части первого тома серии публикаций документов «История Карелии XVI—XVII вв. в  документах» («Asiakirjoja Karjalan Historiasta 1500- ja 1600 luvuilta»), — совместного проекта Академии Финляндии и Академии наук СССР, изданного в 1987 году.  При подготовке издания второго и третьего томов (1991 и 1993 годов), Вейо Салохеймо координировал работу редакторов-составителей с финляндской стороны.
Особенно глубоко Салохеймо исследовал переселение карел из Восточной Финляндии в Тверскую губернию в XVII веке. В 1989 году, после выхода на пенсию, профессор Салохеймо продолжил активную деятельность в области изучения истории Карелии, подготовив к опубликованию ряд изданий, касающихся системы расселения и миграционных процессов в XVII веке и судьбы карельских переселенцев в Бежецком верхе (ныне Тверская область).
Последнюю консультацию подобного рода 94-х летний профессор Салохеймо провёл зимой 2019-2020 годов для члена Генеалогического общества Карелии О. Ф. Петриляйнена относительно документальных текстов, содержащих историческую информацию о драматичных судьбах ингерманландцев. Их разговор, состоявшийся с деятельным участием известного учёного-топонимиста И. И. Муллонен, продлился тогда пять часов.

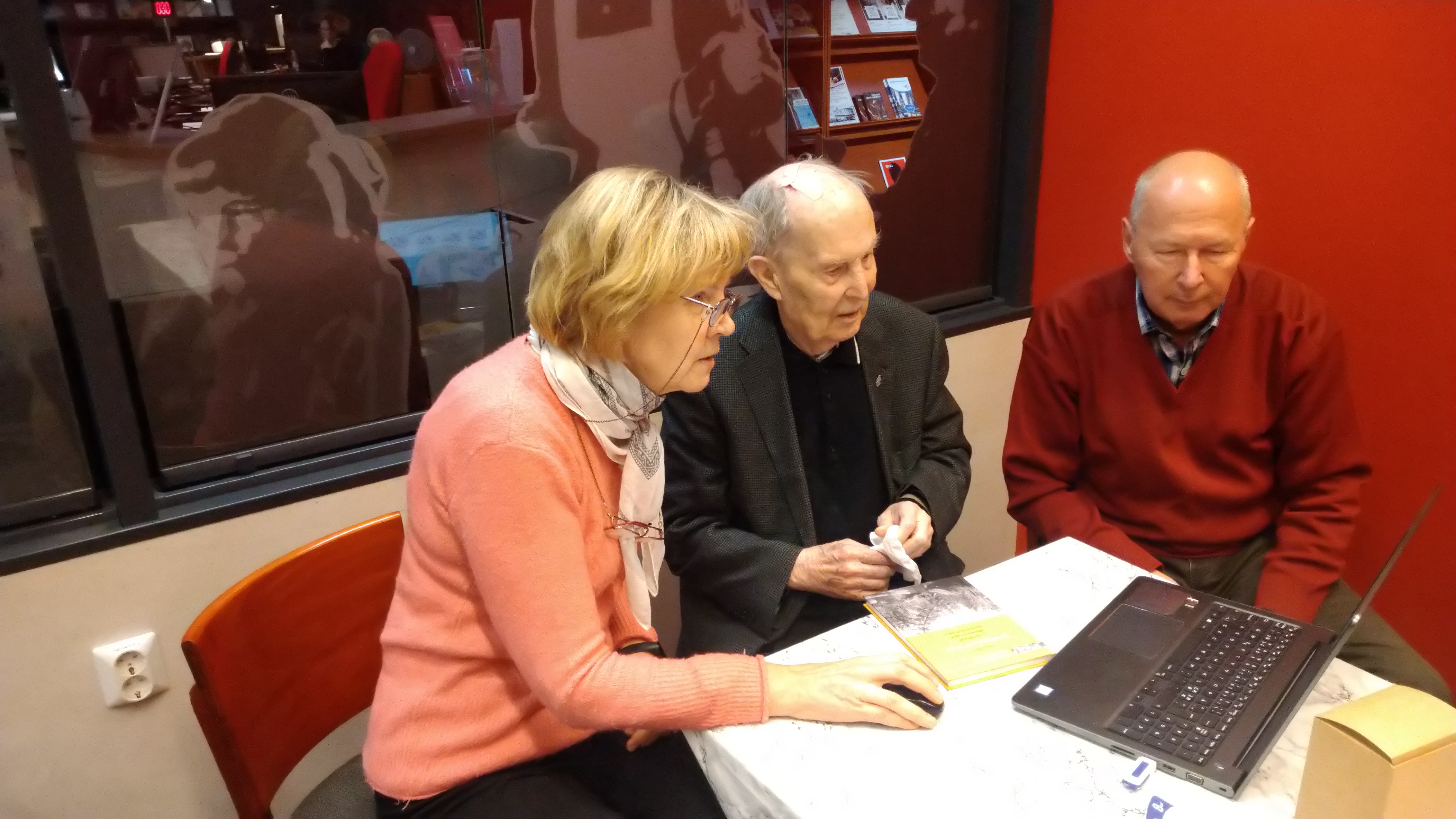
И. И. Муллонен, В. А. Салохеймо, О. Ф. Петриляйнен. 2019 год

## Общественная работа
В 1978–1989 годах занимал должность заместителя председателя Финляндской федерации местного наследия. В 1980–1983 годах — должность председателя Финляндской музейной ассоциации. В 1990 году он был избран председателем правления Карельского фонда развития культуры, а затем его почётным членом. Работал в руководящих органах Карельского культурного фонда (Karjalaisen Kulttuurin Edistämissäätiö), Регионального совета Северной Карелии (Pohjois-Karjalan Liitto) и Исторического общества Северной Карелии (Pohjois-Karjalan Historiallinen Seura). На протяжении всей жизни являлся волонтёром ветеранских организаций, помогал инвалидам боевых действий.

## Награды
- Крест «За заслуги в пограничной службе» (1994)
- Крест «За заслуги перед Солдатским братством» (2009)
- Орден Креста Свободы. Крест II класса (2017)

## Публикации

### Статьи
- Nurmeksen historia : Nurmeksen seurakunta : Nurmeksen maalaiskunta : Nurmeksen kauppala. Kuopio 1953
- Pielisjärven historia. 1 ; kirj. A. S. Kilpeläinen, A. L. Hintikka, V. A. Saloheimo. Pielisjärven seurakunta – Pielisjärven kunta – Lieksan kauppala, Kuopio, Pielisjärven manttaalikunta, 1954
- Rautalammin historia. Rautalammin kunta – Rautalammin seurakunta, Pieksamaki 1959, nakoispainos 1980
- Pälkjärven historia : karjalaisen pitäjän 500-vuotiset vaiheet. Pieksämäki, Pälkjärven pitäjäseura, 1963
- Pohjois-Karjalan asutusmuodot 1600-luvulla, Helsingin yliopiston väitöskirja. Joensuu 1971
- Pohjois-Karjalan asutusmuodot 1600-luvulla : Kylä- ja pitäjäkartat. Joensuu 1971
- Kaskesta karjaan : satakuusikymmentä vuotta pohjoiskarjalaista maataloutta. Joensuu, Pohjois-Karjalan maanviljelysseura, 1973
- Muuttoliikkeet Pohjois-Karjalassa 1600-luvulla. Julkaisuja / Joensuun korkeakoulu, Karjalan tutkimuslaitos n:o 8. Joensuu 1974
- Pielisjoen yhteiskoulu 1962–1974. Joensuu 1974
- Karjalaisuuden hyväksi : karjalaisen kulttuurin edistämissäätiön 25-vuotiskertomus. Joensuu, Karjalaisen kulttuurin edistämissäätiö, 1975
- Pohjois-Karjalan historia 2, 1617–1721. Joensuu, Karjalaisen kulttuurin edistämissäätiö, 1976, 2. korj. painos 1986
- Pohjois-Karjalan reserviupseeripiiri r.y. 1951–1976. Joensuu, Pohjois-Karjalan reserviupseeripiiri, 1976
- Asutuksen kasvun rajat : taloluvun kehitys ja sen tekijöitä Laatokan-Karjalassa 1500–1764. Karjalan tutkimuslaitoksen julkaisuja n:o 27. Joensuu, Joensuun korkeakoulu, 1977
- Maankäyttö perinnäisen maatalouden muutoksissa. Karjalan tutkimuslaitoksen julkaisuja n:o 28. Joensuu, Joensuun korkeakoulu, 1977
- Nurmes : Nurmeksen kaupunki; toim. Mikko Savolainen, Reino Turunen; teksti Veijo Saloheimo, Mikko Savolainen. Nurmeksen kaupunki, Nurmes 1980
- Pohjois-Karjalan historia 3, 1722–1809. Karjalaisen kulttuurin edistämissäätiö – Joensuu, Joensuun korkeakoulu, 1980, 2. painos 1993
- Joensuun reserviupseerit ry. 50 vuotta. Joensuu, Joensuun reserviupseerit, 1983
- Savon historia. 2:2, Savo suurvallan valjaissa 1617–1721. Kustannuskiila, Kuopio 1990, 2. painos, Mikkeli, Savon säätiö, 2000
- Inkerikkoja, äyrämöisiä ja savakoita : Inkerinmaan tulomuuttajat ja sisäiset liikkujat vuoden 1643 henkikirjan mukaan. Karjalan tutkimuslaitoksen monisteita n:o 10. Joensuu, Joensuun yliopisto, 1991
- Habermanin maakirja ; kirj. Timo Niiranen, Veijo Saloheimo, Matti Turunen. Kuopio, Snellman-instituutti, 1991
- Itäsuomalaista liikkuvuutta 1600-luvulla : Savosta ja Viipurin-Karjalasta poismuuttaneita. Suomen sukututkimusseuran julkaisuja 46. Helsinki 1993
- Tynkä-Korpiselkä 1940–1999 : viipale Raja-Karjalaa Suomen kupeessa. Tuupovaara, Entisten korpiselkäläisten pitäjäseura, 2000
- Karjalaisen osakunnan historia (1905–1944). 1, Osakunta Karjala-työssä. Helsinki, Helsingin yliopiston karjalainen osakunta, 2005
- Viipurinkarjalaiset kotona ja maailmalla 1541–1620 : viipurinkarjalaisten sukunimien esiintyminen muualla Suomessa ja lähialueilla liikkuvuuden mittarina. Suomen sukututkimusseuran julkaisuja 57. Helsinki 2006
- Kontiorannan hengessä : Pohjois-Karjalan prikaatin kilta ry 1958–2008 ; kirjoittajat Jukka Partanen, Veijo Saloheimo, Jorma Mikkonen ; toimittanut Jukka Partanen. Kontioranta, Pohjois-Karjalan prikaatin kilta, 2008
- Rajamaakunta ja sota : Suomen sodan taustoja ja tapahtumia ; toim. Jukka Kokkonen ja Jukka Partanen ; kirj. Jukka Kokkonen, Jyrki Paaskoski, Jukka Partanen, Veijo Saloheimo, Juri Shikalov. Pohjois-Karjalan historiallisen yhdistyksen vuosikirja 13. Joensuu 2009
- Entisen esivallan alle uusille elosijoille : ortodoksikarjalaisten ja inkeroisten poismuutto 1500- ja 1600-luvuilla. Joensuu, Pohjois-Karjalan historiallinen yhdistys, 2010
- Karjalaa, kirurgiaa, kukkasia ; kirj. Tauno Relander, Veijo Saloheimo. Kirsti Relander, Joensuu 2010
- Savolaiset muuttomiehinä 1540–1700. Joensuu, Pohjois-Karjalan sukututkijain seura, 2014
- Savon talolliset kotikylissään vuonna 1561 maantarkastuskirjan mukaan. Joensuu, Pohjois-Karjalan sukututkijain seura, 2014
- Viipurin-Karjalan poismuutto vuosina 1540–1700. Joensuu, Pohjois-Karjalan sukututkijain seura, 2014
- Kesälahti vanhan Venäjän ja Ruotsin vallan aikana. Kesälahti, Kesälahti-Seura, 2019

### Книги
- Viehkoja tieteen tielle : Joensuun korkeakoulun juhlakirja 1979. Joensuun korkeakoulu, Joensuu 1979
- Eino Sormunen : tutkija, esipaimen, kulttuurikriitikko ; toim. Veijo Saloheimo, Hannes Sihvo, Alpo Valkeavaara. Joensuu, Karjalaisen kulttuurin edistämissäätiö, 1990
- Käkisalmen läänistä ja Inkerinmaalta ruptuurin aikana 1656–58 paenneet ja poisviedyt. Historian tutkimuksia 11. Joensuu, Joensuun yliopisto, 1995
- Portailta ja tasanteilta : Joensuun yhteiskoulu 1907–1997 ; toimituskunta Veijo Saloheimo ym. Joensuu, Joensuun yhteiskoulu, 1997
- Inkerinmaalta ja Käkisalmen läänistä Venäjälle paenneita vuosina 1618–1655. Historian tutkimuksia 19. Joensuu, Joensuun yliopisto, 1999